# Strategia koniunkcyjna
Strategia koniunkcyjna (ang. conjunctive strategy) – strategia wyboru polegająca na ustaleniu listy pewnych minimalnych wymagań, które alternatywa powinna spełnić i na sprawdzaniu (w dowolnej kolejności), czy alternatywy spełniają te warunki. Pierwsza alternatywa, która spełni wszystkie warunki, zostaje przyjęta, zaś pozostałe nie są w ogóle rozpatrywane.
Jest to jedna ze strategii wyboru między produktami (strategia leksykograficzna, strategia przewagi pozytywnych cech, strategia alternatywna, strategia dominacji i pseudodominacji oraz strategia maksymalizacji addytywnej użyteczności MAU).